# 天主教图卢兹总教区
天主教图卢兹总教区（拉丁文：Archidioecesis Tolosana）是罗马天主教在法国南部设立的一个总教区，范围相当于南部-比利牛斯的上加龙省。主教座堂设在图卢兹。现任总主教 Robert Jean Louis Le Gall。 
图卢兹教省相当于整个南部-比利牛斯大区，另有7个附属教区：天主教阿尔比总教区、天主教欧什总教区、天主教卡奥尔教区、天主教蒙托邦教区、天主教帕米耶教区、天主教罗德兹教区、天主教塔布-卢尔德教区。 